# Златна забулена сова
Златната забулена сова (Tyto aurantia) е вид птица от семейство Забулени сови (Tytonidae). Видът е световно застрашен, със статут Уязвим.

## Разпространение и местообитание
Разпространен е в Папуа Нова Гвинея.